# Scopula enucleata
Scopula enucleata là một loài bướm đêm trong họ Geometridae.